# Moraine Cove
Die Moraine Cove (in Argentinien Caleta Morena) ist eine kleine Bucht am nördlichen Ende der Mikkelsen Bay an der Fallières-Küste des Grahamlands auf der Antarktischen Halbinsel. In die Bucht mündet eine namensgebende Moräne vom südwestlichen Ende des Gebirgskamms Pavie Ridge.
Die ursprüngliche Benennung als Moraine Point durch den US-amerikanischen Geologen Robert Leslie Nichols (1904–1995), Mitglied der Ronne Antarctic Research Expedition (1947–1948), setzte sich nicht durch.